# Fornells de la Selva
Fornells de la Selva es un municipio español de la provincia de Gerona, situado en la comarca catalana del Gironés, que forma parte del área urbana de la ciudad de Gerona.

## Geografía

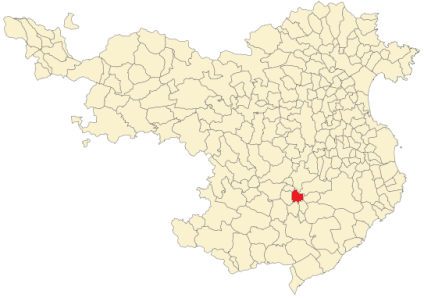
Situación de Fornells de la Selva en la provincia de Gerona.

Integrado en la comarca del Gironés, se sitúa a 6 kilómetros de la capital provincial. El término municipal está atravesado por la Autovía del Nordeste (A-2), que se desdobla de nuevo en el acceso a Gerona y en la antigua carretera N-2. Además, el municipio está cruzado por la carretera C-65 que une Gerona con San Felíu de Guixols.
El relieve del municipio es bastante llano, por encontrarse en el valle del río Oñar. La altitud oscila entre los 130 metros y los 85 metros. El pueblo se alza a 101 metros sobre el nivel del mar.
| Noroeste: Vilablareix | Norte: Gerona                            | Noreste: Quart           |
| Oeste: Aiguaviva      |                                          | Este: Quart y Llambillas |
| Suroeste: Aiguaviva   | Sur: Riudellots de la Selva y Campllonch | Sureste: Llambillas      |

## Demografía
Fornells de la Selva cuenta con una población de 2781 habitantes (INE 2024).
| Gráfica de evolución demográfica de Fornells de la Selva entre 1842 y 2021                                          |
| |
| Población de derecho según los censos de población del INE Población de hecho según los censos de población del INE |

## Comunicaciones
Estación de ferrocarril de la línea Barcelona-Portbou.

## Economía
Agricultura de secano y ganadería.

## Monumentos y lugares de interés
- Iglesia de Sant Cugat, de estilo gótico, con elementos renacentistas.